# (1896) Beer
(1896) Beer – planetoida z grupy pasa głównego asteroid okrążająca Słońce w ciągu 3 lat i 237 dni w średniej odległości 2,37 j.a. Została odkryta 26 października 1971 roku w Hamburg-Bergedorf Observatory w Bergedorfie przez Luboša Kohoutka. Nazwa planetoidy pochodzi od Arthura Beera (1900-1980), astronoma obserwatorium w Hamburgu i Cambridge. Została zaproponowana przez Briana Marsdena. Przed nadaniem nazwy planetoida nosiła oznaczenie tymczasowe (1896) 1971 UC1.